# 陳崇 (明朝)
陳崇（1443年—？），字德崇，福建福州府怀安县人，匠籍，明朝政治人物、進士出身。

## 生平
成化四年（1468年）戊子科福建乡试第十八名舉人。成化十四年，登戊戌科會試二百六十六名，三甲進士，官至乐平县知县。

## 家族
曾祖父陳真。祖父陳靈。父亲陳謙。母林氏。具慶下。娶王氏。